# 德拉热-龙通
德拉热-龙通（法語：Dragey-Ronthon，法語發音：[dʁaʒɛ ʁɔ̃tɔ̃]）是法国芒什省的一个市镇，属于阿夫朗什区。

## 历史
1973年，市镇德拉热（Dragey）、热内（Genêts）、龙通（Ronthon）和圣让勒托马（Saint-Jean-le-Thomas）合并为市镇德拉热通布莱讷（Dragey-Tombelaine）。1979年，热内和圣让勒托马脱离德拉热通布莱讷，余下的部分（德拉热和龙通）成为今天的德拉热-龙通（Dragey-Ronthon）。

## 地理
德拉热-龙通（48°42'42"N, 1°29'50"W）面积15.17 平方千米，位于法国诺曼底大区芒什省，该省份为法国西北部沿海省份，西、北、东北三面环大西洋，东起顺时针与卡爾瓦多斯省、奧恩省、马耶讷省和伊勒-维莱讷省接壤。
与德拉热-龙通接壤的市镇（或旧市镇、城区）包括：尚波、瑞卢维尔、热内、圣让勒托马、萨尔蒂伊拜博卡日。
德拉热-龙通的时区为UTC+01:00、UTC+02:00（夏令时）。

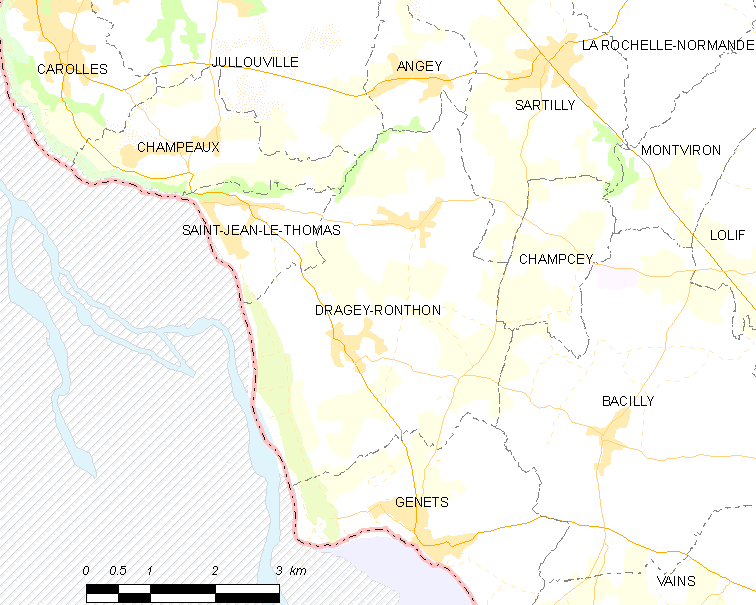
德拉热-龙通的OSM定位图

## 行政
德拉热-龙通的邮政编码为50530，INSEE市镇编码为50167。

## 政治
德拉热-龙通所属的省级选区为阿夫朗什县。

## 人口

1962-2008年间德拉热-龙通人口变化图示

德拉热-龙通于2022年1月1日时的人口数量为789人。